# حوايس أم جرن
حوايس أم جرن قرية في محافظة حماة وتقع شمال شرق مدينة حماة وتبعد عنها 50 كم وتتبع إدارياً إلى ناحية الحمراء.
ويوجد في القرية بلدية يتبع لها عدة قرى مجاورة منها:
- حوايس بن هديب
- مويلح بن هديب
- رسم الحمام
- عب الجناة
- قلعة الحوايس

## روابط خارجية
- حوايس أم جرن - موقع محافظة حماة